# Yazoo (напиток)
Yazoo — бутилированный ароматизированный молочный напиток, производимый компанией FrieslandCampina (ранее — Campina) и продаваемый в Бельгии, Франции, Великобритании и Ирландии. Ежегодно продаётся более 80 миллионов бутылок Yazoo.

## Описание
Напиток Yazoo выпускается с четырьмя вкусами: банан, шоколад, клубника и ваниль. Ванильный вкус был представлен в 2014 году ограниченным тиражом. Было объявлено, что ванильный вкус и другие вкусы останутся. Размеры бутылок варьируются от 200—400 мл до 1 л.
В 2016 году под брендом Yazoo были представлены напитки без добавления сахара со вкусами клубники, банана и ириски. В 2017 году в линейку вошёл напиток с шоколадным вкусом. В ноябре 2018 года было объявлено, что напитки Yazoo без добавления сахара будут переименованы в Yazoo Kids.
В апреле 2018 года по результатам голосования потребителей о вкусе, который они больше всего хотели бы попробовать в качестве молочного напитка, была представлена ограниченная серия Choc Mint (продаётся в Великобритании), а через год (в апреле 2019 года) вкус Choc Mint был заменён вкусом Choc Caramel. Компания FrieslandCampina сообщила, что Choc Mint собрал 1 миллион фунтов стерлингов в течение пяти месяцев после запуска, и что «целевая аудитория от шестнадцати до двадцати четырёх лет всегда ищет новые вкусы, чтобы попробовать» (англ. «target audience of sixteen to twenty four year olds are always looking for new flavours to try»).
В 2015 году бутылки Yazoo разрабатывались Стивом Тротманом. Меньшие бутылки обычно имеют прозрачные соломинки, приклеенные сбоку в пластиковую обёртку. На этикетках больших бутылок имеется отрывная бирка для удобства переработки.
Yazoo также употребляется вегетарианцами; это источник кальция, белка и витаминов B2 и B12. Он содержит мало жиров и не содержит искусственных подсластителей, красителей и консервантов.

## Реклама
Изначально в рекламе Yazoo был изображён талисман бренда — зелёный динозавр по имени Дино (Dino). На этикетках обновлённых бутылок расположен слоган «Молоко взбалтывается» (англ. «Milk shaken up»).